# Granatum procerum
Granatum procerum là một loài thực vật có hoa trong họ Meliaceae. Loài này được (DC.) Kuntze mô tả khoa học đầu tiên năm 1891.